# Кашина Ђенеро (Торино)
Кашина Ђенеро је насеље у Италији у округу Торино, региону Пијемонт.
Према процени из 2011. у насељу је живело 13 становника. Насеље се налази на надморској висини од 282 м.